# Kuku-nor
Kuku-nor (chiń. 青海湖; pinyin Qīnghǎi Hú; tyb.: མཚོ་སྔོན་པོ, Wylie: Mtsho-sngon-po, ZWPY: Co Ngoinbo) – słone, bezodpływowe jezioro pochodzenia tektonicznego w Chinach, w prowincji Qinghai. Zajmuje powierzchnię ok. 4,5 tys. km² i leży na wysokości 3196 m n.p.m., jego maksymalna głębokość to 33 m. Jest to największe jezioro w Chinach.
Przyjęta na Zachodzie nazwa Kuku-nor pochodzi z języka mongolskiego i oznacza dosłownie „Błękitne Jezioro”.
Jezioro położone jest w tektonicznym zagłębieniu Wyżyny Tybetańskiej, w górach Qilian Shan, pomiędzy pasmem Datong Shan na północy a Qinghai Nanshan na południu. Zasilane jest 23 rzekami i strumieniami, z których największą jest Buh He. Jezioro stopniowo zanika, kiedyś miało powierzchnię ok. 6000 km². Przez 5 miesięcy w roku jezioro jest zamarznięte. Występują ryby, głównie z rodziny karpiowatych.
Jezioro Kuku-nor zostało zbadane w 1872 roku przez Nikołaja Przewalskiego.